# Vaticaanse Terentius

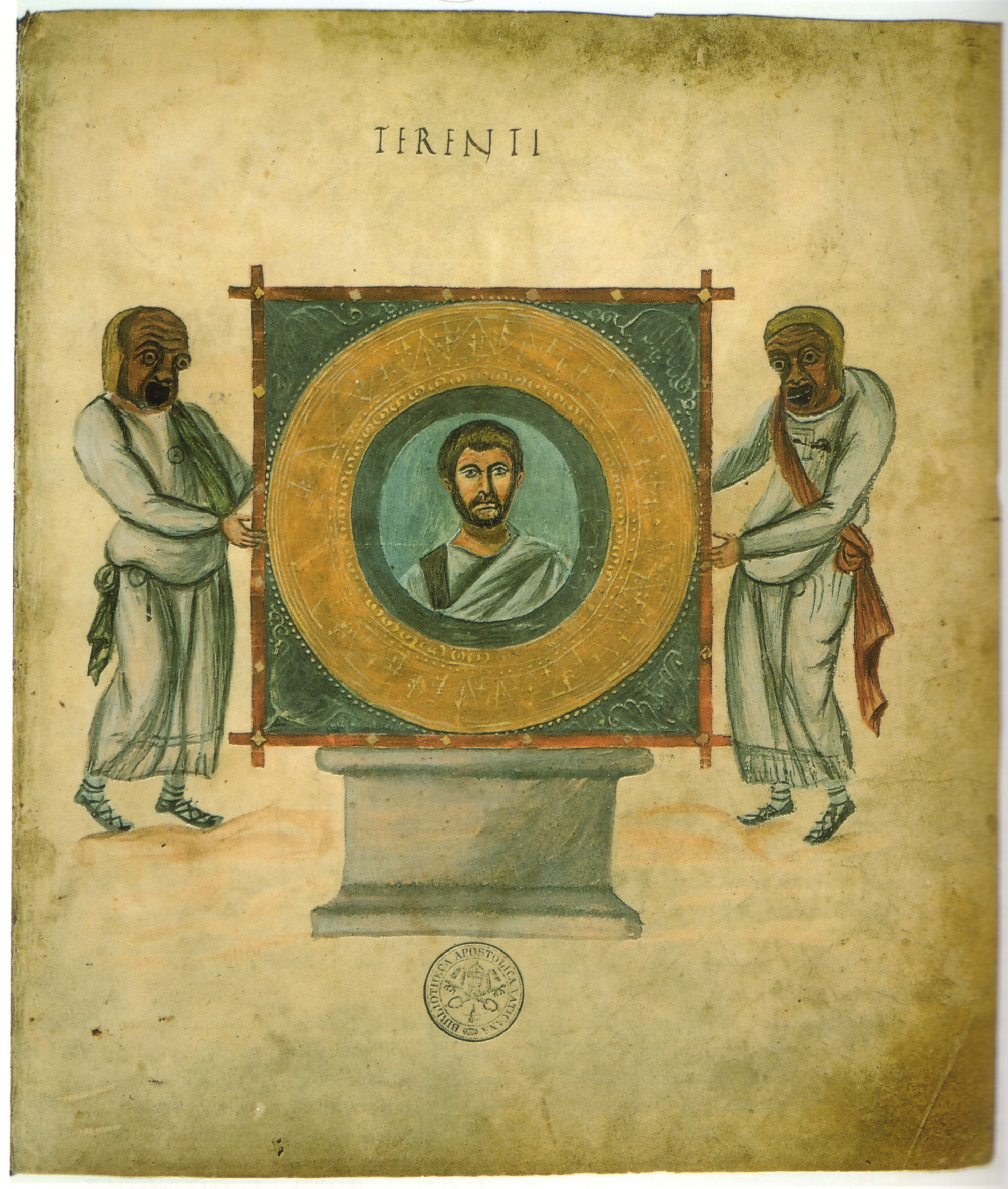
Folio 2 recto

De Vaticaanse Terentius (Terentius Vaticanus), ook bekend als de Codex Vaticanus Latinus 3868, is een verlucht handschrift uit de 9e eeuw dat bewaard wordt in de Vaticaanse Bibliotheek met als signatuur lat. 3868. Het handschrift bevat de blijspelen van Publius Terentius Afer uit de 2e eeuw v. Chr. in het Latijn.

## Situering
Volgens kunsthistorici zou het een kopie zijn van een legger uit de derde eeuw. Naast deze codex zijn er nog drie gelijkaardige manuscripten bewaard gebleven die waarschijnlijk op hetzelfde origineel teruggaan namelijk:
- De Parijse Terentius, Parijs, Bibliothèque nationale de France ms.lat. 7899, waarschijnlijk gemaakt in Reims in het derde kwart van de 9e eeuw
- De Milanese Terentius, Milaan, Biblioteca Ambrosiana, ms. H. 75 inf., waarschijnlijk afkomstig uit wat nu Frankrijk is en gemaakt in de 9e - 10e eeuw.
- De Oxford Terentius uit het midden van de 12e eeuw, Oxford, Bodleian Library, ms. Auct. F. 2. 13., een manuscript afkomstig van de Abdij van Sint-Albanus. Het zou een kopie zijn van een verloren gegaan Karolingisch exemplaar.

De illustraties in de codices zijn, hoewel verschillend van stijl, toch zeer gelijkaardig in opbouw. De vier handschriften openen met een medaillon dat de auteur voorstelt, geflankeerd door twee acteurs die maskers dragen. Elk stuk wordt aangekondigd met een versierde aedicula die een reeks maskers omsluit die de hoofdpersonages aankondigen. Bij de verschillende scènes in elk stuk worden de personages die deelnemen aan de handeling afgebeeld in de volgorde waarin ze aan de beurt komen in de tekst. Het zou dus gaan om illustraties van de tonelen die werden opgevoerd. Maar niet alle kunsthistorici zijn het eens met deze hypothese.

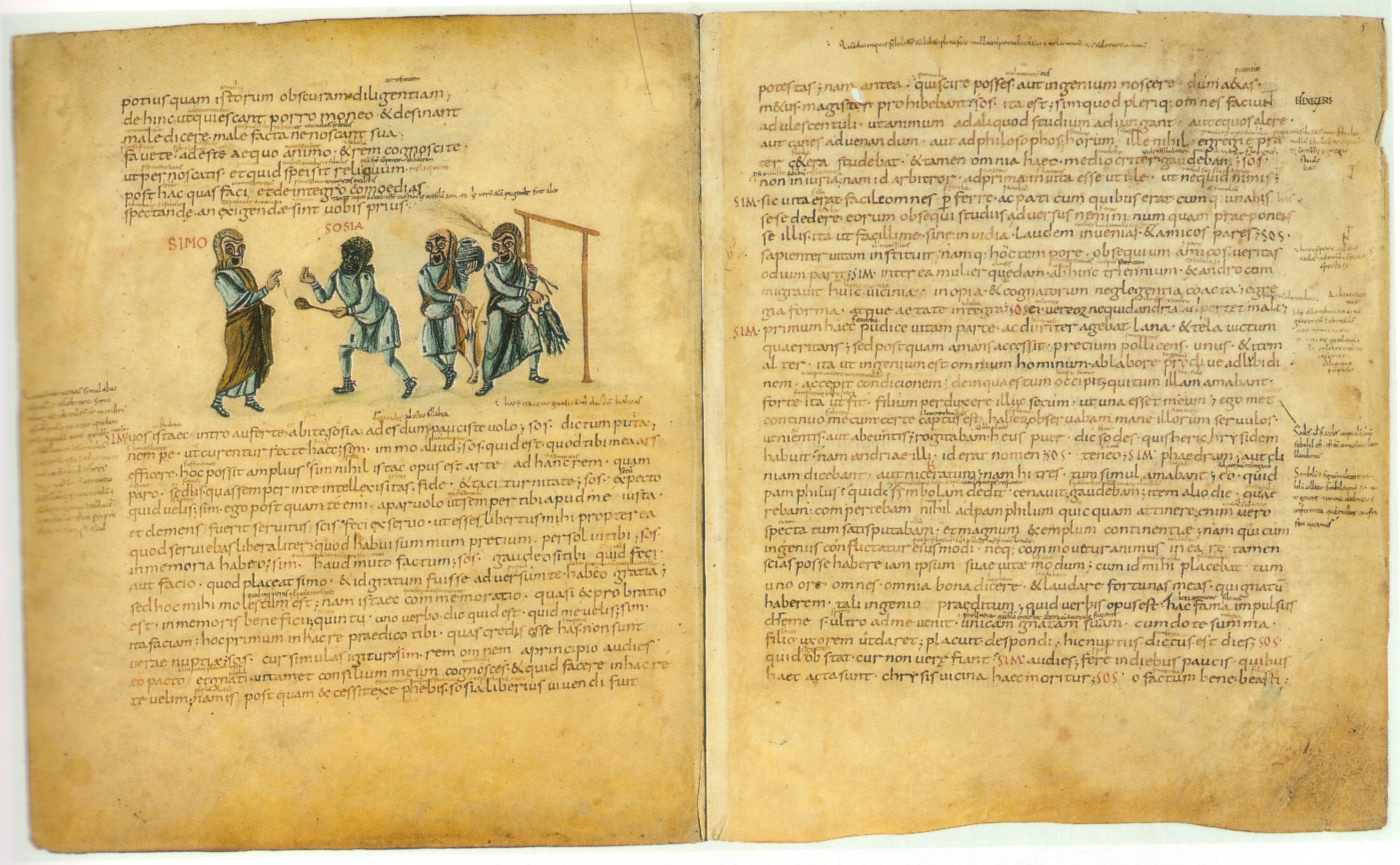
Vat. lat. 3868 (folios 4v/5r)

## Beschrijving
Het handschrift is een voorbeeld van de handschriften die ontstonden tijdens de Karolingische renaissance. Over de plaats waar het handschrift werd gekopieerd zijn de kunsthistorici het niet eens. Sommigen plaatsen het in de Abdij van Corvey voor 850, anderen in de Abdij van Corbie voor 822  en nog anderen aan het hof van Lodewijk de Vrome in Aken.
Het handschrift zou, volgens vermeldingen in de tekst, geschreven zijn door Hrodegarius en verlucht door Adelricus. Naast deze kunstenaar die zijn werk signeerde, zouden er nog twee andere miniaturisten bij het verluchten van het manuscript betrokken zijn geweest.
Het handschrift is geschreven in een Karolingische minuskel. De 144 afbeeldingen die men kan terugvinden in het manuscript worden vrij algemeen gezien als zeer getrouwe kopieën van klassieke voorbeelden. Niemand betwist het feit dat de afbeeldingen heel nauw aansluiten bij een klassiek model, maar over de datum van dat model bestaat nog steeds discussie tussen de kunsthistorici.
De afbeeldingen in het handschrift worden algemeen gezien als zeer getrouwe kopieën van een antiek of laat klassiek model, men kan ze virtueel beschouwen als Romeins werk, maar over de datum van het origineel zijn de kunsthistorici het nog steeds niet eens. Dodwell plaatst het model in het tweede tot derde kwart van de derde eeuw op basis van de haardracht van Terentius en een groot aantal van de afgebeelde acteurs en daarnaast op basis van de gelijkenis van de afgebeelde maskers met afbeeldingen van theatermaskers uit die periode. Ook de expressie van Terentius is typisch voor deze periode en de kleding wijst ook naar de mode uit de derde eeuw.